# 1671
1671 (MDCLXXI) byl rok, který dle gregoriánského kalendáře započal čtvrtkem.

## Události
- 22. červen – Osmanská říše vyhlašuje válku Polsku
- Portugalsko definitivně vytlačilo Nizozemí z Angoly
- kastilský král Ferdinand III. Kastilský (1199–1252) prohlášen za svatého

### Probíhající události
- 1652–1689 – Rusko-čchingská válka

## Narození

#### Česko
- 20. března – Jan Václav, hrabě z Gallasu, nejvyšší český maršálek, místokrál neapolský († 25. července 1719)
- 19. května – Antonín Frozín, český kněz a spisovatel († 1720)
- 11. srpna – Michael Heřman Josef z Althannu, rakouský šlechtic a moravský zemský úředník († 14. listopadu 1736)
- 17. září – František Ludvík Poppe, český kněz a hudební skladatel († 18. prosince 1730)
- neznámé datum
  - Jan Adam Dietz, český sochař († 24. února 1742)
  - Kristián Luna, malíř, projektant a stavební podnikatel († 11. srpna 1729)

#### Svět
- 26. února – Anthony Ashley Cooper, anglický filozof († 4. února 1713)
- 07. března – pokřtěn Robert Roy MacGregor, skotský lidový hrdina († 28. prosince 1734)
- 08. března – Šarlota Brunšvicko-Lüneburská, německá šlechtična († 29. září 1710)
- 20. března – Kristýna Luisa Öttingenská, brunšvicko-wolfenbüttelská vévodkyně a babička české a uherské královny Marie Terezie († 3. září 1747)
- 21. dubna – pokřtěn John Law, skotský ekonom († 21. března 1729)
- 04. května – Michal I. Esterházy z Galanty, uherský šlechtic v habsburských službách († 24. března 1721)
- 12. května – Erdmann Neumeister, německý spisovatel, teolog († 18. srpna 1756)
- 24. května – Gian Gastone Medici, poslední toskánský velkovévoda rodu († 9. července 1737)
- 08. června
  - Giuseppe Aldrovandini, italský hudební skladatel († 8. února 1707)
  - Tomaso Albinoni, italský hudební skladatel († 17. ledna 1751)
- 16. června – Johann Christoph Bach, německý hudební skladatel († 22. února 1721)
- 22. července – Ludvík Rudolf Brunšvicko-Wolfenbüttelský, německý vévoda († 1. března 1735)
- 21. srpna – Rinaldo Ranzoni, italský zlatník vrcholného baroka v Praze († 7. června 1737)
- 01. října – Guido Grandi, italský kamaldulský kněz, filosof, teolog, matematik a inženýr († 4. července 1742)
- 11. října – Frederik IV. Dánský, král dánský a norský († 12. října 1730)
- 18. října – Fridrich IV. Holštýnsko-Gottorpský, německý vévoda († 19. července 1702)
- 06. listopadu – Colley Cibber, britský herec, divadelní režisér, impresário († 12. listopadu 1757)
- 19. prosince – Kristýna Eberhardýna Hohenzollernská, polská královna jako manželka Augusta II. Silného († 4. září 1727)
- 26. prosince – Filip Ludvík Václav ze Sinzendorfu, rakouský státník a diplomat († 8. února 1742)
- neznámé datum
  - Antoine Forqueray, francouzský hudební skladatel († 28. června 1745)

## Úmrtí

#### Česko
- 09. března – Jiří Crugerius, český jezuita, barokní historik a pedagog (* 6. listopadu 1608)
- 16. července – Mikuláš Drabík, bratrský kazatel (* 5. prosince 1588)

#### Svět
- 01. ledna – Paul-Philippe Hardouin de Péréfixe de Beaumont, arcibiskup pařížský (* 1606)
- 22. února – Adam Olearius, německý cestovatel, geograf a matematik (* 16. srpna 1603)
- 24. dubna – François Vatel, francouzský majordomus a jeden ze zakladatelů haute cuisine (* asi 1631)
- 29. dubna – Vasilije Ostrožský, hercegovinský biskup a pravoslavný světec (* 28. prosince 1610)
- 31. března – Anna Hydeová, první manželka pozdějšího anglického krále Jakuba II. (* 12. března 1637)
- 30. dubna – František II. Nádasdy, uherský šlechtic (* 14. ledna 1622)
- 02. června – Žofie Eleonora Saská, hesensko-darmstadská lankraběnka (* 23. listopadu 1609)
- 16. června – Stěnka Razin, ruský kozák, povstalec a lidový hrdina (* 1630)
- 25. června – Giovanni Battista Riccioli, italský astronom (* 1598)
- 09. července – Šebastián z Rostocku, vratislavský biskup (* 24. srpna 1607)
- 03. srpna – Antonio Barberini, italský katolický kardinál (* 5. srpna 1607)
- 11. září – Roshanara Begum, druhá dcera mughalského císaře Šáhdžahána (* 3. září 1617)
- 12. listopadu – Thomas Fairfax, anglický generál a vrchní velitel armády parlamentu v době anglické občanské války (* 17. ledna 1612)
- neznámé datum
  - listopad – Jan van Bijlert, holandský malíř (* 1597/98)
  - Hieronymus Francken III., vlámský barokní malíř (* 1611)
  - Theresa Maria Coriolano, italská malířka (* 1620)

## Hlavy států
- Anglie – Karel II. (1660–1685)
- Francie – Ludvík XIV. (1643–1715)
- Habsburská monarchie – Leopold I. (1657–1705)
- Osmanská říše – Mehmed IV. (1648–1687)
- Polsko-litevská unie – Michał Korybut Wiśniowiecki (1669–1673)
- Rusko – Alexej I. (1645–1676)
- Španělsko – Karel II. (1665–1700)
- Švédsko – Karel XI. (1660–1697)
- Papež – Klement X. (1670–1676)
- Perská říše – Safí II.